# Claudia Schreiber

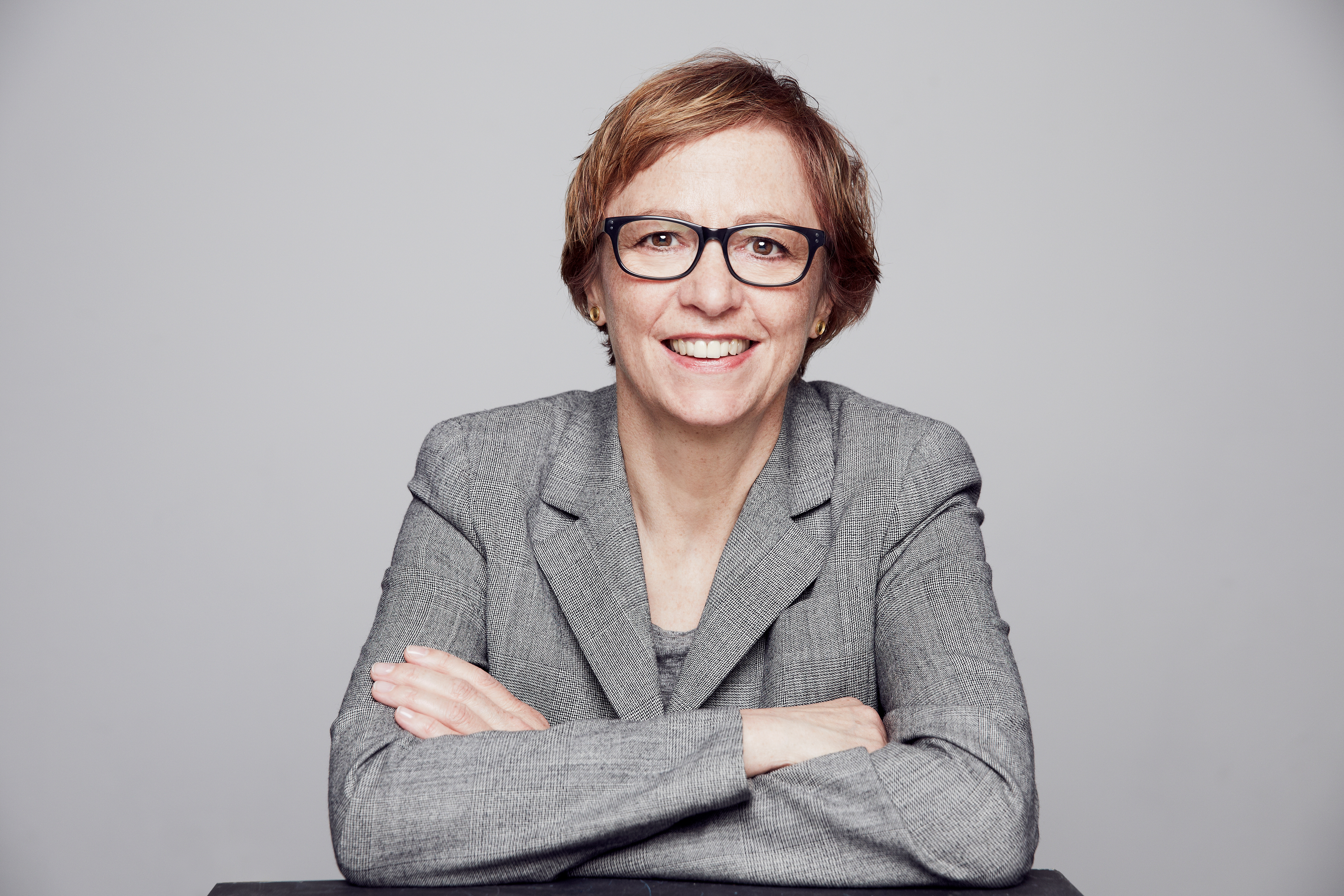
Claudia Schreiber 2016

Claudia Schreiber (* 30. Juli 1958 in Grebenstein-Schachten als Claudia Klemme) ist eine deutsche Autorin und Journalistin. Ihr bekanntestes Werk ist der mehrfach ausgezeichnete Roman Emmas Glück, der 2005 mit Jördis Triebel und Jürgen Vogel in den Hauptrollen verfilmt wurde.

## Werdegang
Nach dem Studium der Publizistik, Pädagogik und Soziologie in Göttingen und Mainz von 1979 bis 1985 (Abschluss M.A.) arbeitete sie von 1985 bis 1988 als Redakteurin, Reporterin und Moderatorin beim SWF und von 1988 bis 1991 beim ZDF (u. a. logo!). Nach Auslandsaufenthalten in Moskau (1992–1996) und Brüssel (1996–1998) lebt sie heute als freie Autorin in Köln.
In ihrem Roman Emmas Glück von 2003 nahm sie Motive aus ihrem nordhessischen Heimatort auf. Das Buch wurde 2005 von Sven Taddicken mit Jördis Triebel und Jürgen Vogel in den Hauptrollen verfilmt. Vom Norddeutschen Rundfunk wurde eine Hörspielfassung inszeniert, mit Gabriela Maria Schmeide als Emma und Monica Bleibtreu als Henners Mutter. Emmas Glück wurde mittlerweile in zehn Sprachen übersetzt. Die Freie Bühne Wendland hat den Stoff in der Bearbeitung von K. Wittstamm und C. Harlanals Ein-Frau-Stück auf die Bühne gebracht, das Mecklenburgische Landestheater Parchim inszeniert 2013 diese Version.
Ihr 2004 erschienenes Kinderbuch Sultan und Kotzbrocken wurde in vier Sprachen übersetzt und zuerst im Theater Junge Generation in Dresden adaptiert. Die Theaterkumpanei Ludwigshafen hat eine zweisprachige Variante des Stücks inszeniert. Die Inszenierung wurde auf dem 19. Internationalen Kindertheaterfestival in Hamadan im Iran mehrfach ausgezeichnet. Die Preise für „Bestes Stück“, „Beste Regie“, „Beste Darstellerin“, „Bester Darsteller“ und „Beste Kostüme“ gingen an die beiden Ensembles. Das Puppentheater Plauen/Zwickau adaptierte und spielt das Kinderbuch in einer eigenen Fassung.
2021 wurde bekannt, dass Schreiber unter der Alzheimer-Krankheit leidet. Sie hat zwei Söhne. Ein Sohn ist Podcastproduzent geworden.

## Auszeichnungen
- „Medienpreis Entwicklungspolitik“, 1989
- Mich hat keiner gefragt - Wie Tony im Westen klarkommt ZDF-Produktion, Prix Jeunesse International, 1990
- Emmas Glück, Euregio-Schüler-Literaturpreis, 2006
- „Zicherman Family Foundation Award for Best Screenplay“, für Emmas Glück zusammen mit Ruth Toma, Hamptons International Filmfestival, 2006
- Drehbuchförderung durch die Beauftragte der Bundesregierung für Kultur und Medien, 2003
- Arbeitsstipendium in der International Writers Colony Ledig House, OMI International Arts Center, New York, 2008
- Internationaler Literaturpreis „Scrivere per Amore“ für die beste Liebesgeschichte in Italien für La felicità di Emma (Emmas Glück), Verona, 2011
- Drehbuchförderung der Filmförderungsanstalt für Süß wie Schattenmorellen (gemeinsam mit Manuel Siebenmann), 2012[8]

## Werke
- Moskau ist anders (als Claudia Siebert), Sachbuch, Claassen, 1994, ISBN 978-3-546-00088-8.
- Der Auslandskorrespondent. Roman (als Claudia Siebert), Kiepenheuer & Witsch, Köln, 1997, ISBN 978-3-462-02660-3.
- Emmas Glück. Roman. Reclam, Leipzig 2003, ISBN 978-3-379-00805-1.
- Sultan und Kotzbrocken. Kinderbuch. Hanser, München, 2004, ISBN 978-3-446-20435-5.
- Ihr ständiger Begleiter. Roman. Piper, München/Zürich 2007, ISBN 978-3-492-04973-3.
- Heimische Männerarten. Ein Bestimmungsbuch. Sanssouci im Hanser Verlag, München 2009, ISBN 978-3-8363-0168-8.
- Oben Himmel unten Gras. Ein Kuhspiel in sechs Akten. Artemis&Winkler Verlag Mannheim 2010, ISBN 978-3-538-07289-3.
- Heimische Frauenarten. Ein Bestimmungsbuch. Sanssouci im Hanser Verlag. München 2010, ISBN 978-3-8363-0226-5.
- Süß wie Schattenmorellen. Roman Kein & Aber, Zürich und Berlin 2011, ISBN 978-3-0369-5600-8.[9]
- Beipackzettel zum Mann. Risiken und Nebenwirkungen der Liebe. Hanser Verlag 2012, ISBN 978-3-8363-0327-9.
- Sultan und Kotzbrocken in einer Welt ohne Kissen. Hanser Verlag 2014, ISBN 978-3-4462-4636-2.
- Ich, Luisa, Königin der ganzen Welt. Hanser Verlag 2015, ISBN 978-3-446-24934-9.
- Wenn Sonntag ist. Anthologie der Kölner Autorinnen. Loewe Verlag 2015, ISBN 978-3-7855-8175-9.
- Solo für Clara. Roman. Hanser, München 2016, ISBN 978-3-446-25090-1.
- Goldregenrausch. Roman. Kein&Aber, Zürich und Berlin 2018, ISBN 978-3-0369-5783-8.

### Hörbücher
- Sultan und Kotzbrocken. Gesprochen von Katharina Thalbach, Der Audio Verlag (DAV), Berlin, 2005, ISBN 978-3-89813-471-2 (Hörspiel, 1 CD, 53 Min.)
- Was? Wenn! Gesprochen von Peter Fricke, Mechthild Großmann, Laura Maire, Der Audio Verlag (DAV), Berlin, 2010, ISBN 978-3-89813-937-3 (Hörspiel, 1 CD, 47 Min.)
- Sultan und Kotzbrocken in einer Welt ohne Kissen. Gesprochen von Tommi Piper, Nicole Heesters u. v. a., Der Audio Verlag (DAV), Berlin, 2014, ISBN 978-3-86231-408-9 (Hörspiel, 1 CD, 79 Min.)